# 디재스터 무비
디재스터 무비(Disaster Movie)는 미국에서 제작된 아론 셀처 감독의 2008년 코미디 영화이다. 맷 랜터 등이 주연으로 출연하였고 제이슨 프리드버그 등이 제작에 참여하였다.

## 출연

### 주연
- 맷 랜터
- 바네사 민닐로
- 게리 G. 쌍 존슨

### 조연
- 니콜 파커
- 크리스타 플래너건
- 킴 카다시안
- 이크 바린홀츠
- 카르멘 일렉트라
- 데이빗 본
- 토니 콕스
- 데빈 크리텐든
- 노아 하프스터
- 태드 힐근브링크
- 프레스턴 제임스 힐리어
- 도미니크 켈리
- 로랜드 킥킹거
- 미쉘 랭
- 조나스 닐
- 제이콥 톨라노
- 이안 와이트
- 발레리 와일드먼
- 애슐리-앤 파커
- 핼리 레이첼
- 코트니 샤이 영

## 제작진
- 공동제작: 제리 P. 제이콥스
- 미술: 윌리암 A. 엘리엇
- 세트: 테레사 비시나르
- 의상: 프랭크 헬머
- 배역: 타라 던실